# Англез
Англе́з или Англэз (фр. anglaise — «английский») — собирательное название танцев, распространённых в Европе в XVII — XIX веках (францез, хорнайп,  контрданс и др.) и происходивших главным образом из Англии. Характерной чертой англеза является расположение пар друг против друга, а не друг за другом.
В «ЭСБЕ» он описан следующим образом: 

«... танец, отличающийся живым характером и легкостью движения, исполняемый то в 2/4, то в 3/8 такта. Своим происхождением он обязан французскому ригодону, но постепенно становившемуся проще и теперь почти вовсе вышедшему из употребления. Англэзом называется также характерный танец, который французы составили из характеристических особенностей английского национального танца. Он исполняется одним танцором в костюме морского офицера, который держит в руке прут, производя им разнообразные движения. Па этого танца, в 3/4 такта, короткие и сильные».

Англез нередко использовался в инструментальных сюитах XVIII века.